# Лонг-Лейк (Іллінойс)
Лонг-Лейк (англ. Long Lake) — переписна місцевість (CDP) в США, в окрузі Лейк штату Іллінойс. Населення — 3663 особи (2020).

## Географія
Лонг-Лейк розташований за координатами 42°22′27″ пн. ш. 88°7′36″ зх. д. / 42.37417° пн. ш. 88.12667° зх. д. (42.374220, -88.126792).  За даними Бюро перепису населення США в 2010 році переписна місцевість мала площу 4,22 км², з яких 2,67 км² — суходіл та 1,56 км² — водойми.

## Демографія
Згідно з переписом 2010 року, у переписній місцевості мешкало 3515 осіб у 1190 домогосподарствах у складі 869 родин. Густота населення становила 832 особи/км².  Було 1345 помешкань (318/км²).
Расовий склад населення:
| - 80,9 % — білих - 1,4 % — чорних або афроамериканців - 0,6 % — азіатів - 0,5 % — корінних американців - 0,1 % — вихідців з тихоокеанських островів - 13,4 % — осіб інших рас |

До двох чи більше рас належало 3,1 %. Частка іспаномовних становила 28,1 % від усіх жителів.
За віковим діапазоном населення розподілялося таким чином: 27,6 % — особи молодші 18 років, 64,7 % — особи у віці 18—64 років, 7,7 % — особи у віці 65 років та старші. Медіана віку мешканця становила 34,6 року. На 100 осіб жіночої статі у переписній місцевості припадало 109,2 чоловіків;  на 100 жінок у віці від 18 років та старших — 104,7 чоловіків також старших 18 років.
Середній дохід на одне домашнє господарство  становив 69 586 доларів США (медіана — 52 353), а середній дохід на одну сім'ю — 78 192 долари (медіана — 64 896). Медіана доходів становила 46 736 доларів для чоловіків та 37 500 доларів для жінок. За межею бідності перебувало 10,9 % осіб, у тому числі 17,6 % дітей у віці до 18 років та 0,0 % осіб у віці 65 років та старших.
Цивільне працевлаштоване населення становило 1830 осіб. Основні галузі зайнятості: виробництво — 21,2 %, роздрібна торгівля — 18,5 %, науковці, спеціалісти, менеджери — 13,8 %, мистецтво, розваги та відпочинок — 11,7 %.